# Spiritizmus
A spiritizmus, szellemtan, szellembúvárlat (a ’lélek, szellem’ jelentésű latin spiritus szóból) a spiritualizmus egyik modern ága, olyan vallásos jellegű hitrendszer, amelynek követői a halottak lelkével – a médiumokon keresztül – való evilági kapcsolattartás, a lélek megjelenésének lehetőségét vallják.
A modern spiritizmus angol szóval magát channeling-nek nevezi. Az egyik típusa a tisztánlátás vagy tisztánhallás, amikor a médium érzékeli a szellemet, majd a vett üzenetet közvetíti az ügyfeleknek. A másik, amikor a közvetítő transzba kerül, vagy "elhagyja a testét", lehetővé téve egy szellemi entitás számára, hogy az egy rövidebb időre kölcsönvegye azt, amely aztán általa nyilatkozik meg.

## Történelem
Előzményei kimutathatóak a természeti népek animizmusában és a későbbi korok szellemidéző, halottlátó praktikáiban egyaránt. 
Az ókorban közkeletűnek számítottak a különféle halotti orákulumok – ezeket például a hivatalos ellenállás dacára, még Izraelben is gyakorolták. A Héber Biblia alapján Saul király halottidéző asszonyhoz fordult, hogy megidézhesse Sámuel próféta szellemét.

### 19. század

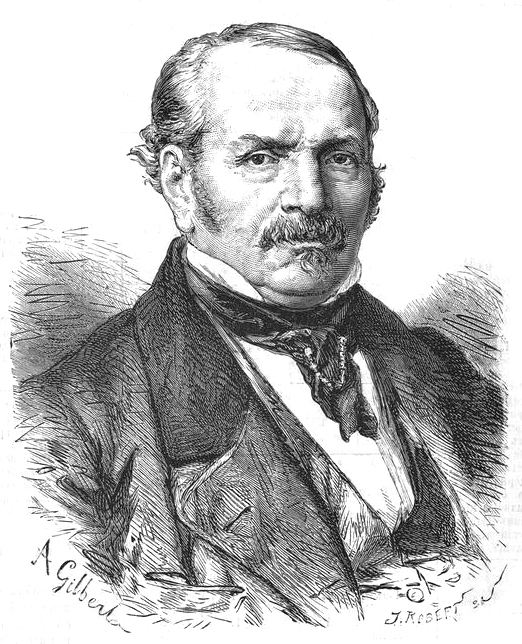
Allan Kardec

Az angol nyelvű országokban már 1848 előtt is működtek olyan médiumok, amelyek azt állították, hogy képesek kapcsolatba lépni az elhunytak világával.
A spiritizmus a 19. század közepén terjedt el terjedt el az Amerikai Egyesült Államokból. Megalapítója Andrew Jackson "próféta". Szerinte az embereket az elhunytak szellemei veszik körül, akikkel szellemidézés révén összeköttetésbe lehet kerülni.
1848-ban a New York állami Hydesville-ben Margaret és Kate Fox nevű testvérpárnak állítólag sikerült kapcsolatba lépnie a házukban lakó szellemmel. A spiritiszta körök főleg erre az eseményre és a nyomában kibontakozó mozgalomra vezetik vissza modern kori történetüket. A mozgalom Anglián keresztül Európába is eljutott, elterjedésének további táptalajt adott az okkultizmus fellendülése. Hogy a spiritizmus vallássá fejlődött, abban nagy szerepe volt Allan Kardec francia gondolkodónak és írásainak. A Szellemek könyve című fő művét hamarosan a spiritiszták Bibliájának tekintették mindenfelé. 
Európában 1850 körül, amikor az "asztaltáncoltatás" és más okkult jelenségek kerültek a figyelem központjába, a mozgalom már "spiritiszta" néven volt ismert.
A spiritizmus első éveiben valószínűleg Daniel Dunglas Home  volt a legnépszerűbb médium. Számos tanú jelenlétében lebegett, de megfigyeltek körülötte üzeneteket író kezeket is. Home 1855-ben Angliában és szerte Európában emberek ezreit ejtette ámulatba megmagyarázhatatlan tehetségével. 
1882-ben Londonban megalapították a Pszichikai Kutatások Társaságát , amely kétségtelenül együtt dolgozott vezető spiritisztákkal, magját azonban konzervatívan gondolkodó tudósok alkották. A Társaság figyelme csaknem minden különös jelenségre kiterjedt. Nem csupán az asztaltáncoltatást, kopogásokat és a spiritizmus különböző formáit vette szemügyre, de a kísértetekkel, hipnózissal és egyéb pszichikai megnyilvánulásokkal is foglalkozott. 
Brazíliába 1876 körül jutottal el Kardec eszméi és főleg a városi középosztály köreiben váltak népszerűvé.
1888-ban a Fox-nővérek egyike azt vallotta, hogy csalással hozták létre a kopogásokat és nyilvánosságra hozta módszerüket. 

### 20. század
Az 1920-as években Harry Houdini bűvész és szabadulóművész hadjáratot indított a szélhámos médiumok leleplezésére, de világossá tette, hogy nem a spiritizmust ellenzi.  Több szkeptikus elhatározta, hogy leleplezi a spiritizmus mögött álló sarlatánságot és csalást, de közben a mozgalomnak sok tudóst és racionális elmét sikerült megtérítenie, akik magukévá tették eszméit. Robert Owen a neves ateista és szocialista a spiritizmus buzgó híve lett. William Crookes, a közismert vegyész is lelkesen támogatta a mozgalmat, akárcsak Sir Oliver Lodge, a híres fizikus, és az evolúció egyik atyja, Alfred Russel Wallace biológus. De a spiritizmus talán leghíresebb pártolója Sir Arthur Conan Doyle író volt. 
Közismert, hogy Churchill nemcsak futólagosan érdeklődött a paranormális jelenségek iránt, és egyesek szerint a spiritizmus és okkult jelenségek iránti érdeklődése arra késztette hogy látnokokat alkalmazzon a háborúban, így próbálva előnyt szerezni Hitlerrel szemben. Sokan hiszik hogy részt vett a híres skót médium, Helen Duncan egyik szeánszán is. Akármi is az igazság, amikor Churchillt 1951-ben újra megválasztották miniszterelnöknek, egyik első dolga volt hatályon kívül helyezni az 1735-ös, boszorkányok elleni törvényt, és beiktatni helyette a csaló médiumok elleni törvényt. 1954-ben a spiritizmust hivatalos vallásként ismerték el Angliában. 

### Napjaink
Az utóbbi évtizedekben világszerte egyre többen csatlakoztak a spiritizmushoz.
Napjainkban Brazíliában, az Egyesült Államokban, Oroszországban, Angliában és Franciaországban van a klasszikus elterjedési területe. Brazíliában a becslések alapján 2–4 millió fő híve van. Itt mintegy 5 ezer spiritiszta központ működik az országban , amelyek Spiritiszta Föderáció (Federação Espírita) néven egyesültek.
A 20. század végén világszerte legalább 50 millió ember tehető a követőik és szimpatizánsaik közé.

## Spiritiszta jelenségek
A spiritizmus a halál után élet valóságát bizonyító médiumok révén alakult ki, és a bizonyságot szolgáltató jelenségek egyre változatosabbak lettek. Néhány látnok szeánszokat tartott kis csoportokban, amelyeken megkísérelt kapcsolatba lépni a szellemvilággal, más médiumok a szellemírásban voltak jártasak, azaz hagyták, hogy egy szellem irányítsa a kezüket és így üzenjen. Stainton Moses (1839-1892) anglikán lelkipásztor például a szellemírásáról vált ismertté; számos könyvet hozott létre így, amelyekben a szellemvilág körülményeit mutatja be. 
Egyes médiumok teljesen tudatuknál voltak, miközben szellemek üzeneteit közvetítették, míg mások transzba kerültek. Olyanok is voltak, akiknek a jelenlétében váratlanul és rejtélyes módon különféle tárgyak materializálódtak az okkult szeánsz során, és olyan médiumok is léteztek, akiknek az orrából vagy a szájából valamiféle szellemanyag vagy ektoplazma áradt ki, amit a médiumok szerint a szellemek saját megjelenítésükre használtak. 
1944-ben egy tengerészhadnagy és egy civil ruhás rendőr rontott be Helen Duncan médium egyik szeánszára. A rendőr megpróbálta megragadni az ektoplazmával borított szellemalakot, amely a szobában tartózkodott, de csalódnia kellett, mert az szertefoszlott a kezében. Ennek ellenére Duncant és a közönség három tagját rövid időre letartóztatták minősített csavargás vádjával. 

## Általános jellemzés
A spiritizmus összekapcsolta a keresztény elemeket a reinkarnáció eszméjével. Felfogása szerint az ember szellemből, lélekből és testből áll. A szellem isteni eredetű és halhatatlan. A lélek összekötő kapocs a szellem és az anyagi test között. A test halálakor a szellem (és az asztráltest) tovább él, és folytonos tisztulás, esetleg reinkarnáció révén alkalmassá válik az örök életre és boldogságra. 
A szellemek boldog vagy boldogtalan állapota emberi életük, cselekedeteik eredménye. A legnagyobb erény az embertársi szeretet. Ezt kell gyakorolni az életben a spirituális tökéletesség elérése érdekében. 
A szellemek láthatóvá tehetik magukat (materializáció) és az élők és holtak világa közti kapcsolatot különleges képességű emberek, az ún. médiumok hozzák létre. A kapcsolatteremtés módja, a szellemidéző szeánszok lebonyolítása meghatározott, szabályozott módon történik, a résztvevőknek bizonyos etikai követelményeknek is meg kell felelniük.
A kardecizmus hitrendszere kizárja a csodákat és a varázslást. A tudomány eredményeire épít. Mint vallás, előírásokkal, erkölcsi követelményekkel, szociális funkciókkal bír. Tanítását rendszerbe foglalta; összejövetelei vallási jellegűek, ahol az éneknek és imának nagy szerepe van. 
Istentiszteleteik lényeges részét alkotják a papok vagy médiumok transzban mondott beszédei. A szellemek az evangéliumot "új szempontok szerint" magyarázzák, vagy "új evangéliumot" hirdetnek, az "igaz egyház" alapjait akarván lerakni, a hanyatló vallási életet feleleveníteni. 
A médiumok közvetítésével megmutatkozó, illetve rögzíthető jelenségek felszínes módon nehezen vitathatók. Tudományos magyarázatukkal a parapszichológia foglalkozik. 
A római katolikus egyház és számtalan keresztény felekezet is elítéli a spiritizmust.

## Országonként
A legtöbb spiritiszta hívővel rendelkező országok a lakosság százalékában 
1. Kuba 10.3%
2. Jamaica 10.2%
3. Brazília 4.8%
4. Suriname 3.6%
5. Haiti 2.7%
6. Dominikai Köztársaság 2.2%
7. Bahama-szigetek 1.9%
8. Nicaragua 1.5%
9. Trinidad és Tobago 1.4%
10. Guyana 1.3%
11. Venezuela 1.1%
12. Kolumbia 1.0%
13. Belize 1.0%